# Chervettes
Chervettes korábbi község Franciaország Új-Aquitania régiójában, Charente-Maritime megyében. 2018. január 1-jén Vandré és Saint-Laurent-de-la-Barrière korábbi községgel egyesült és az így létrejött La Devise új község része lett.
Lakosainak száma 173 fő (2018. január 1.). Chervettes Breuil-la-Réorte, Puyrolland, Saint-Laurent-de-la-Barrière és Vandré községekkel határos.

## Népesség
A település népességének változása:
| Lakosok száma | 121  | 105  | 103  | 95   | 124  | 129  | 145  | 155  | 166  | 173  |
|               | 1968 | 1975 | 1982 | 1990 | 1999 | 2011 | 2013 | 2015 | 2017 | 2018 |